# جو سانگ ووک
جو سانگ ووک (کره‌ای: 주상욱؛ زادهٔ ۱۸ ژوئیه ۱۹۷۸) بازیگر اهل کره جنوبی است. او در مجموعه تلویزیونی آقای دکتر ایفای نقش کرده‌است.

## زندگی شخصی
جو سانگ ووک و بازیگر چا یه ریون از مارس ۲۰۱۶ قرار می‌گذاشتند و در مه ۲۰۱۷ ازدواج کردند. چا در دسامبر ۲۰۱۷ اعلام کرد که در انتظار به دنیا آمدن نخستین فرزندشان هستند. دختر آنها در ۳۱ ژوئیه ۲۰۱۸ به دنیا آمد.